# Isaac Gálvez
Isaac Gálvez López (Villanueva y Geltrú, 20 de mayo de 1975-Gante, 26 de noviembre de 2006) fue un deportista español que compitió en ciclismo en las modalidades de pista, especialista en la prueba de madison, y ruta. Se proclamó dos veces campeón mundial en madison, en los años 1999 y 2006.
Ganó cuatro medallas en el Campeonato Mundial de Ciclismo en Pista entre los años 1999 y 2006, las cuatro en la prueba de madison junto a su compañero Joan Llaneras.
Profesionalmente, tuvo buenas actuaciones en el Giro y en el Tour, y consiguió victorias en pruebas importantes como el Critérium Internacional y la Volta a Cataluña gracias a su gran especialidad, el esprint.
Participó en los Juegos Olímpicos de Sídney 2000, ocupando el 12.º lugar en persecución por equipos y el 13.º en madison.

## Fallecimiento
Isaac Gálvez murió el 26 de noviembre de 2006 a las 00:30 horas en el velódromo Kuipke de Gante, durante la disputa de la prueba de madison englobada dentro de los Seis Días de la ciudad belga. Gálvez hacía pareja con su compañero habitual, Joan Llaneras, y se vio involucrado en una caída tras chocar con el belga Dimitri De Fauw. A consecuencia de esta caída, Isaac chocó contra la valla exterior del anillo, lo que según la autopsia le provocó la fractura de varias costillas que afectaron al corazón y a los pulmones. A pesar de las maniobras de reanimación y de la rápida evacuación, a su llegada al Hospital Universitario de Gante solo se pudo certificar su muerte. Dimitri de Fauw se suicidó en noviembre de 2009 al no poder superar el trauma del incidente.

## Medallero internacional
| Campeonato Mundial | Campeonato Mundial       | Campeonato Mundial | Campeonato Mundial |
| Año                | Lugar                    | Medalla            | Competición        |
| ------------------ | ------------------------ | ------------------ | ------------------ |
| 1999               | Berlín (Alemania)        | Medalla de oro     | Madison            |
| 2000               | Mánchester (Reino Unido) | Medalla de plata   | Madison            |
| 2001               | Amberes (Bélgica)        | Medalla de plata   | Madison            |
| 2006               | Burdeos (Francia)        | Medalla de oro     | Madison            |

## Palmarés

### Pista
| 1999 - Campeonato del Mundo Madison 50 km (haciendo pareja con Joan Llaneras) 2000 - 2.º en el Campeonato del Mundo Madison 50 km (haciendo pareja con Joan Llaneras) | 2001 - 2.º en el Campeonato del Mundo Madison 50 km (haciendo pareja con Joan Llaneras) 2006 - Campeonato del Mundo Madison 50 km (haciendo pareja con Joan Llaneras) |

### Carretera
| 2000 - Clásica de Almería 2001 - 1 etapa del G. P. Mosqueteiros/Rota do Marquês - 1 etapa de la Vuelta al Alentejo 2002 - 1 trofeo de la Challenge Vuelta a Mallorca (Trofeo Mallorca) 2003 - 2 trofeos de la Challenge a Mallorca (Trofeo Manacor y Trofeo Mallorca) | 2004 - 1 etapa de la Semana Catalana - 1 etapa de la Volta a Cataluña 2005 - 1 etapa del Critérium Internacional 2006 - 2 trofeos de la Challenge Vuelta a Mallorca (Trofeo Alcudia y Trofeo Mallorca) - 1 etapa de los Cuatro Días de Dunkerque |

## Resultados en Grandes Vueltas
| Carrera | Carrera         | 2000 | 2001 | 2002  | 2003 | 2004 | 2005  | 2006 |
| ------- | --------------- | ---- | ---- | ----- | ---- | ---- | ----- | ---- |
|         | Giro de Italia  | —    | —    | 121.º | Ab.  | —    | 131.º | —    |
|         | Tour de Francia | —    | —    | —     | —    | —    | Ab.   | Ab.  |
|         | Vuelta a España | —    | —    | —     | —    | —    | —     | —    |

—: no participa

Ab.: abandono

## Equipos
- Kelme-Costa Blanca (2000-2003)
- Illes Balears/Caisse d'Epargne (2004-2006)
  - Illes Balears-Banesto (2004)
  - Illes Balears-Caisse d'Epargne (2005)
  - Caisse d'Epargne-Illes Balears (2006)

## Premios, reconocimientos y distinciones
- Medalla de Oro de la Real Orden del Mérito Deportivo, otorgada por el Consejo Superior de Deportes (2007)